# جوزپه ریزو
جوزپه ریزو (انگلیسی: Giuseppe Rizzo؛ زادهٔ ۱۸ مارس ۱۹۹۱) بازیکن فوتبال اهل ایتالیا است.
از فیلم‌ها یا برنامه‌های تلویزیونی که وی در آن نقش داشته‌است می‌توان به کراسلا اشاره کرد.
از باشگاه‌هایی که در آن بازی کرده‌است می‌توان به باشگاه فوتبال رجینا، باشگاه فوتبال پروجا، و باشگاه فوتبال دلفینو پسکارا اشاره کرد.
وی همچنین در تیم ملی فوتبال زیر ۲۱ سال ایتالیا بازی کرده‌است.